# Destructoid
Destructoid — вебсайт ігрової тематики у форматі блогу, заснований у березні 2006 року Янером Гонсалесом. Є частиною мережі ModernMethod. З 2008 року Destructoid займається благодійними фондами; так, у 2008 році сайтом був проведений ігровий марафон, виручка з якого пішла на допомогу онкохворим дітям.

## Нагороди
Destructoid номінувався на нагороди у сфері ігрової індустрії. У 2007 році сайт номінувався на Games Media Awards в категорії «Вебсайти або блоги». У 2009 році Destructoid був номінований International Academy of Digital Arts and Sciences в категорії «Сайти, пов'язані з комп'ютерними іграми».